# Неутрофилен гранулоцит
Неутрофилните гранулоцити са най-често срещаните левкоцити в човешката кръв. Те са част от групата на гранулоцитите, заедно с еозинофилните и базофилните гранулоцити, и играят важна роля в имунната система.

## Разновидности

### Неутрофилен метамиелоцит
Диаметърът е 12 – 16 микрометра. Ядрото е вгънато, с гладки очертания и еднаква дебелина и има бъбрековидна форма. Хроматинът показва умерено петниста структура. Розово обагрената цитоплазма съдържа виолетови, неутрофилни, равномерно разпределени гранули.

### Неутрофилна пръчкоядрена клетка
Клетката е с диаметър 10 – 12 микрометра. Съотношението ядро-цитоплазма е в полза на цитоплазмата. Ядрото има пръчковидна форма с прищъпвания. Контурите на ядрото по цялото му протежение са двойни и прищъпванията никога не достигат нишковидна форма, както е характерна за сегментоядрените клетки. Ядрената структура е груба, петниста, нуклеоли няма. Цитоплазмата е оксифилна, съдържа голям брой различни по големина и форма неутрофилни гранули.

### Неутрофилна сегментоядрена клетка
Най-зрялата клетка от редицата с диаметър 10 – 12 микрометра. Съотношението ядро-цитоплазма е в полза на цитоплазмата. Ядрото е тъмновиолетово, състои се от 2 – 5 сегмента, които са свързани помежду си с тънки нишки хроматин. Хроматинът във всеки сегмент е плътен. Цитоплазмата е оксифилна, съдържа голям брой праховидни неутрофилни гранули различни по големина и неправилни по форма. При някои клетъчни форми може да липсва връзка между ядрените части, а при други сегментите могат да бъдат прехвърлени, наслоени един върху друг.